# Arroyo Tejadilla
El Tejadilla es un arroyo de la parte central de España, que discurre por la provincia de Segovia en Castilla y León. Como afluente por la izquierda del Eresma, pertenece a la cuenca del Duero. Tiene una longitud de más de 6.5 km y nace de la unión de los arroyos del Vadillo y de la Fuentecilla. Tiene un régimen pluvionival.

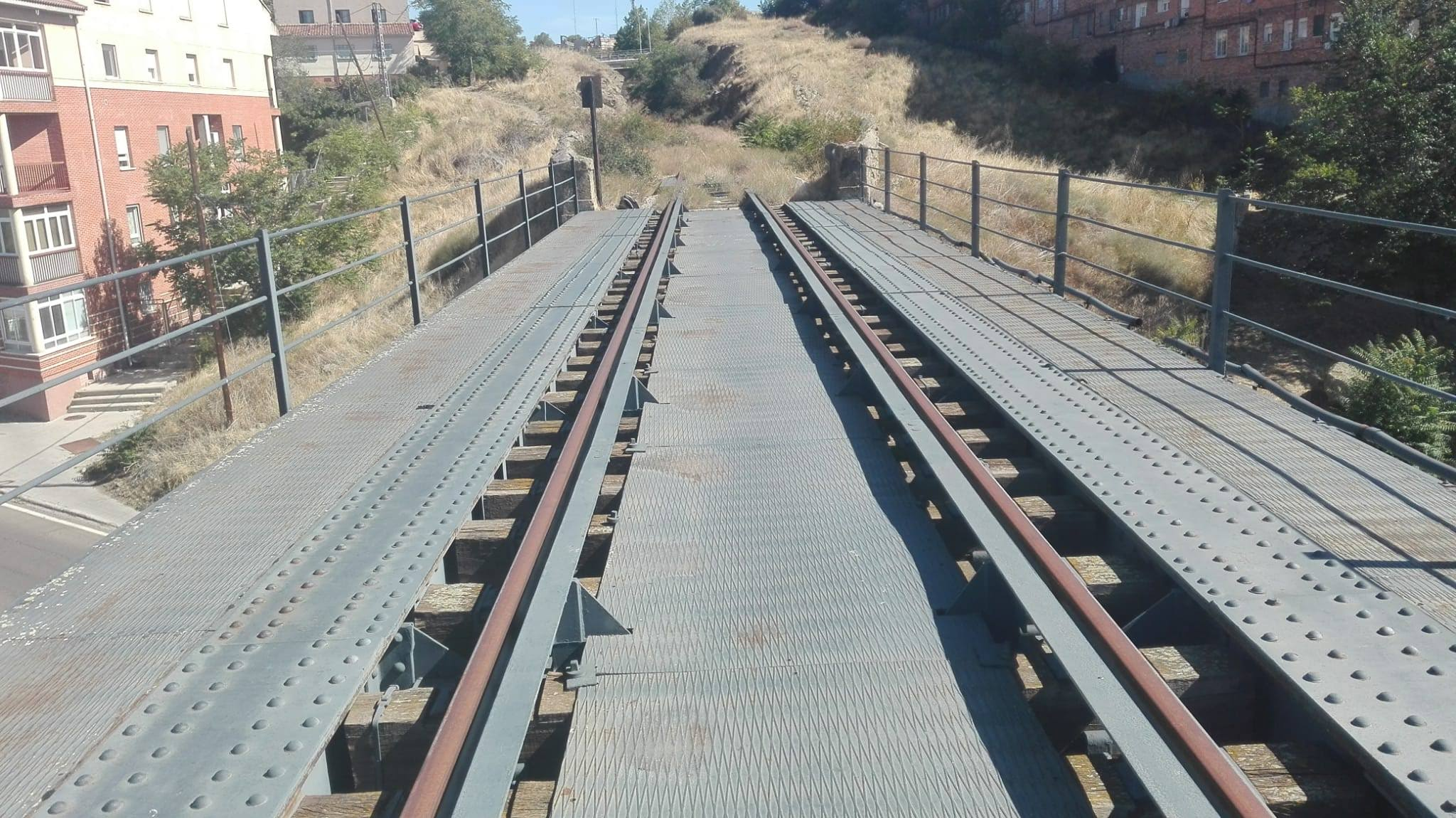
Puente de Hierro, en la Línea ferroviaria Segovia-Medina del Campo cruza el arroyo

## Curso

### Naciemiento
El Tejadilla nace en las proximidades al Polígono Industrial de Hontoria (Segovia), entre la SG-20 y la A-61, en la sierra de Guadarrama, de la confluencia de los arroyos de la Fuentecilla y del Vadillo que bajan desde las primeras alturas de la Sierra de Guadarrama, en el término de Revengael primero cercano a la localidad (1149 m) y el segundo en el entorno del Cerro de Matabueyes (1484 m).

### Ciudad
Sigue en dirección norte, cruzando primero la circunvalación de la ciudad y llega hasta la carretera que va hacia Villacastín SC-SG-16 donde avanza unos metros soterrado por el barrio de Puente de Hierro, al que da nombre el puente de la antigua Línea ferroviaria Segovia-Medina del Campo que estaba situado sobre el arroyo hasta que este fue soterrado para el paso de la carretera.

### Hoces
Atraviesa en este momento un sistema natural de hoces de varios kilómetros considerado de gran valor natural, están formadas por la erosión del agua y se consideran una réplica mas pequeña de las hoces de los ríos Duratón o Riaza, al nordeste de la provincia.
Este tramo que hace de límite entre la ciudad y el barrio incorporado de Perogordo solo se ve interrumpido e la mitad por un puente de origen tardomedieval que cruza toda una hoz y que se encuentra en complicadas condiciones de conservación, antiguamente era parte del Camino Real que unía Ávila y Segovia, hoy es un aciago acceso entre Perogordo y Segovia.

### Desembocadura
Finalmente cruza la N-110 en las proximidades de su conexión con la CL-605 y tras bordear la Estación de Tratamiento de Aguas Residuales de Segovia desemboca en el río Eresma.

## Afluentes
Además de los dos arroyos que confluyen en su inicio con sus previos afluentes, el Tejadilla cuenta con el Arroyo del Pocillo como afluente por la izquierda y alguna otra corriente intermitente, todos en el tramo de las hoces.

## Valor natural e histórico
En la zona del cañón, parte del Cinturón Verde de la ciudad y con varios Lugares de Interés geológico inventariados, abundan las cuevas, abrigos y solapos, que se formaron por procesos kársticos, están habitadas por pequeños mamíferos, anfibios, reptiles y aves. Son relevantes las denominadas El Búho, La Zarzamora y El Portalón por la presencia de fósiles de hienas de las cavernas, caballos silvestres, uro, bisonte, rinoceronte lanudo, cérvidos, mamut y otras especies típicas de ambientes esteparios fríos, semejantes a las actuales tundras circumpolares.En la cueva de la Tarascona hay además restos neardentales.